# مچک‌ناداشد
مچک‌ناداشد (به مجاری:  Mecseknádasd) یک شهرداری در مجارستان است که در ناحیه پچ‌واراد واقع شده‌است. مچک‌ناداشد ۳۶٫۰۸ کیلومتر مربع مساحت و ۱٬۶۸۲ نفر جمعیت دارد.